# Scone
Scone kisváros Skóciában, Perthtől északra. Valamikor Skócia fővárosának tekintették, hiszen itt koronázták a skót uralkodókat. Eredetileg a Scone-i palota mellett volt (Old Scone, Ó-Scone), de ma tőle fél mérföldre keletre található (New Scone, Új-Scone). A településről kapta nevét a scone-i kő.
Ó-Scone-t a 19. században hagyták el, amikor Mansfield Earlje új palotát épített, a régi településtől távolabb. Új-Scone-t ma egyszerűen Scone-nak nevezik. Népessége mintegy 4430 fő és ma Perth elővárosa.
- III. Sándor skót király megkoronázása a Moot Hillen, Scone-ban. Az ollamh rígh, az udvari költő köszönti a „Benach De Re Albanne” mondattal. (Beannachd Dé Rígh Alban, azaz „Isten áldja Skócia királyát”); ezután a költő Sándor családfájáról énekel.

## Kapcsolódó szócikk
- Scone-i kő